# Eritrees-Katholieke Kerk
De Eritrees-Katholieke Kerk Latijn:Ecclesia Catholica Erythraea, Tigrinya: ኤርትራዊት ቤተ ክርስቲያን, Italiaans: Chiesa cattolica eritrea) behoort tot de oosters-katholieke kerken. Haar gelovigen wonen voornamelijk in Eritrea. Zij volgt de Alexandrijnse ritus; de liturgische taal is Ge'ez. Deze Kerk gebruikt de juliaanse kalender.
De Eritrees-Katholieke Kerk is een autonoom particuliere metropolitane Kerk sui iuris. Zij werd ingesteld op 19 januari 2015. De tot deze kerk behorende eparchieën maakten tot deze datum deel uit van de Ethiopisch-Katholieke Kerk.
De Eritrees-Katholieke Kerk is als volgt ingedeeld:
- Aartseparchie Asmara
  - Eparchie Barentu
  - Eparchie Keren
  - Eparchie Segeneiti

Metropoliet van de Eritrees-Katholieke Kerk is de aartsbisschop van Asmara, 
Menghesteab Tesfamariam.
De andere bisschoppen zijn lid van de Consilium Hierarcharum van de Kerk.

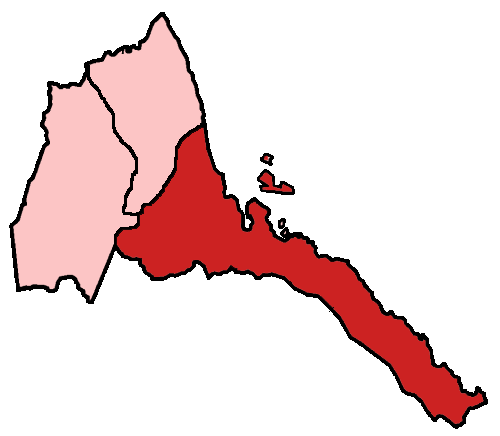
Aartseparchie Asmara en eparchie Segeneiti (gesplitst in 2012)
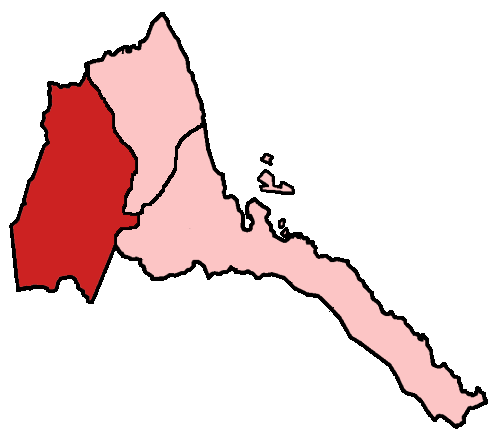
Eparchie Barentu
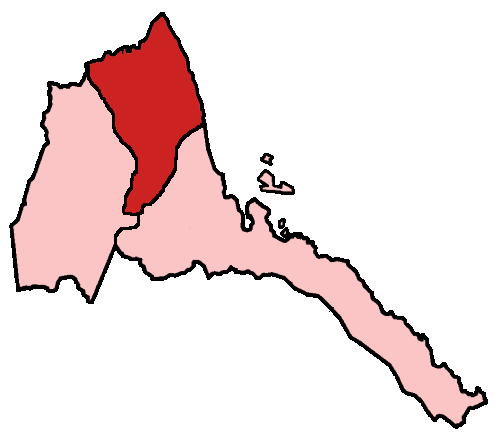
Eparchie Keren